# Festa de Nossa Senhora do Carmo de Parintins
A Festa de Nossa Senhora do Carmo de Parintins é uma das mais tradicionais manifestações religiosas do Amazonas. Todos os anos, no mês de julho, milhares de fiéis se unem em missas, procissões e homenagens que culminam no dia 16 de julho, festa litúrgica da padroeira.

## Origens da festa em Parintins
A devoção à Virgem do Carmo em Parintins, na ilha Tupinambarana, remonta ao século XIX, trazida pelos missionários carmelitas. A primeira igreja de Parintins foi construída pelo frei carmelita José Álvares das Chagas na atual Praça do Cristo Redentor, sendo inaugurada em 1806, até ser demolida em 1905. O orago dessa igreja foi Nossa Senhora do Carmo, patrona da ordem dos carmelitas, responsáveis por espalhar a devoção à santa na região.
Com o tempo, Nossa Senhora do Carmo tornou-se a padroeira da cidade, sendo venerada por ribeirinhos, moradores urbanos e devotos de toda a região. A festa cresceu, ganhando força ao longo das décadas com a realização de novenas, missas, procissões, shows religiosos e manifestações culturais.
Em 1965 aconteceu o primeiro Festival Folclórico de Parintins, criado por um grupo de amigos ligados à Juventude Alegre Católica (JAC), entre os quais Xisto Pereira, Jansen Rodrigues Godinho, Lucinor Barros e Raimundo Muniz, então presidente da entidade, além do padre Augusto, com o objetivo de arrecadar fundos para a construção da Catedral de Nossa Senhora do Carmo, padroeira de Parintins. No primeiro ano, vinte e duas quadrilhas se apresentaram, sem a presença dos bois Caprichoso e Garantido.
Em 1966 os bois-bumbá foram convidados a participar do festival, e pela primeira vez ambos participaram juntos do festival.
Em 2023, foi reconhecida oficialmente como Patrimônio Cultural e Imaterial do Amazonas.

## Celebrações

### Festa em Manaus
As celebrações em Manaus começam ainda no final de maio, quando ocorre a a Peregrinação de Nossa Senhora do Carmo em Manaus, em que a a imagem peregrina vinda de Parintins inicia um roteiro pelas paróquias e comunidades da cidade, durando mais de um mês. Durante esse período, são celebradas missas, terços, novenas e também realizadas ações sociais, como distribuição de cestas básicas e medicamentos.
A imagem também visita os municípios próximos, como Barreirinha, Maués, Nhamundá, e Boa Vista do Ramos.

### Celebração em Parintins
A partir do dia 6 de julho, logo após o Festival Folclórico de Parintins, inicia-se uma programação intensa, a imagem chega a Parintins vinda de Manaus por romaria fluvial, sendo recebida com fogos, cânticos e procissões terrestres e é conduzida até a igreja de São José Operário. Pela noite, ocorre a realização do Círio que sai da igreja matriz de São José Operário até a Catedral de Nossa Senhora do Carmo, com novenas diárias, missas em vários horários e participação de diversas comunidades, instituições e famílias.
A Romaria das Águas é realizada entre os dias 13 e 14 de julho.

### Romaria das Águas
Em 2009, o artista plástico Juarez Lima, cenógrafo do Festival de Parintins, criou a Romaria das Águas como cumprimento de uma promessa feita à Nossa Senhora do Carmo pela recuperação de um amigo que sofreu um AVC. O gesto de fé se transformou em uma das mais maiores procissões fluviais do Brasil. Desde 2021, a peregrinação que leva a imagem da santa passou a ser feita a partir de Manaus até Parintins, por cerca de 369 km de rio.
A imagem é uma escultura de 16 metros de altura, transportada em um ferry-boat decorado, acompanhada por barcos iluminados, canções, orações e fiéis que se unem em devoção durante as 18 horas de navegação. A Romaria tornou-se parte oficial da programação da Festa do Carmo e é hoje considerada a terceira maior celebração religiosa da região Norte, atrás apenas do Círio de Nazaré, em Belém e da Festa de Santo Antônio no município de Borba, no Amazonas.

### Dia 16 de julho
No dia 16 de julho, Dia de Nossa Senhora do Carmo, ocorre o ápice da celebração: são realizadas missas pela manhã, procissões com milhares de devotos, promessas pagas e a emocionante caminhada com o andor da padroeira pelas ruas de Parintins. O andor costuma ser decorado com elementos da floresta amazônica, como folhas, cipós, animais e representações de comunidades tradicionais — unindo fé e ecologia.
No dia 16 de julho, também é realizada procissão para Nossa Senhora do Carmo em Manaus.